# 阿旺 (1963年)
阿旺（藏語：ངག་དབང་，威利转写：ngag dbang，1963年9月—），男，藏族，四川巴塘人，中华人民共和国政治人物，曾任西藏自治区国土资源厅党组书记、副厅长，现任西藏自治区政协副主席。